# ولاية ديار بكر العثمانية
ولاية ديار بكر (بالتركية العثمانية: ولايت دياربكر)‏ هي ولاية عثمانية أُنشئت في عام 1867 كخليفة لإيالة كردستان وظلت قائمة حتى عام 1922. سكنها الكرد والعرب والأرمن والسريان مع أقلية تركية.